# Arndís Anna Kristínardóttir Gunnarsdóttir

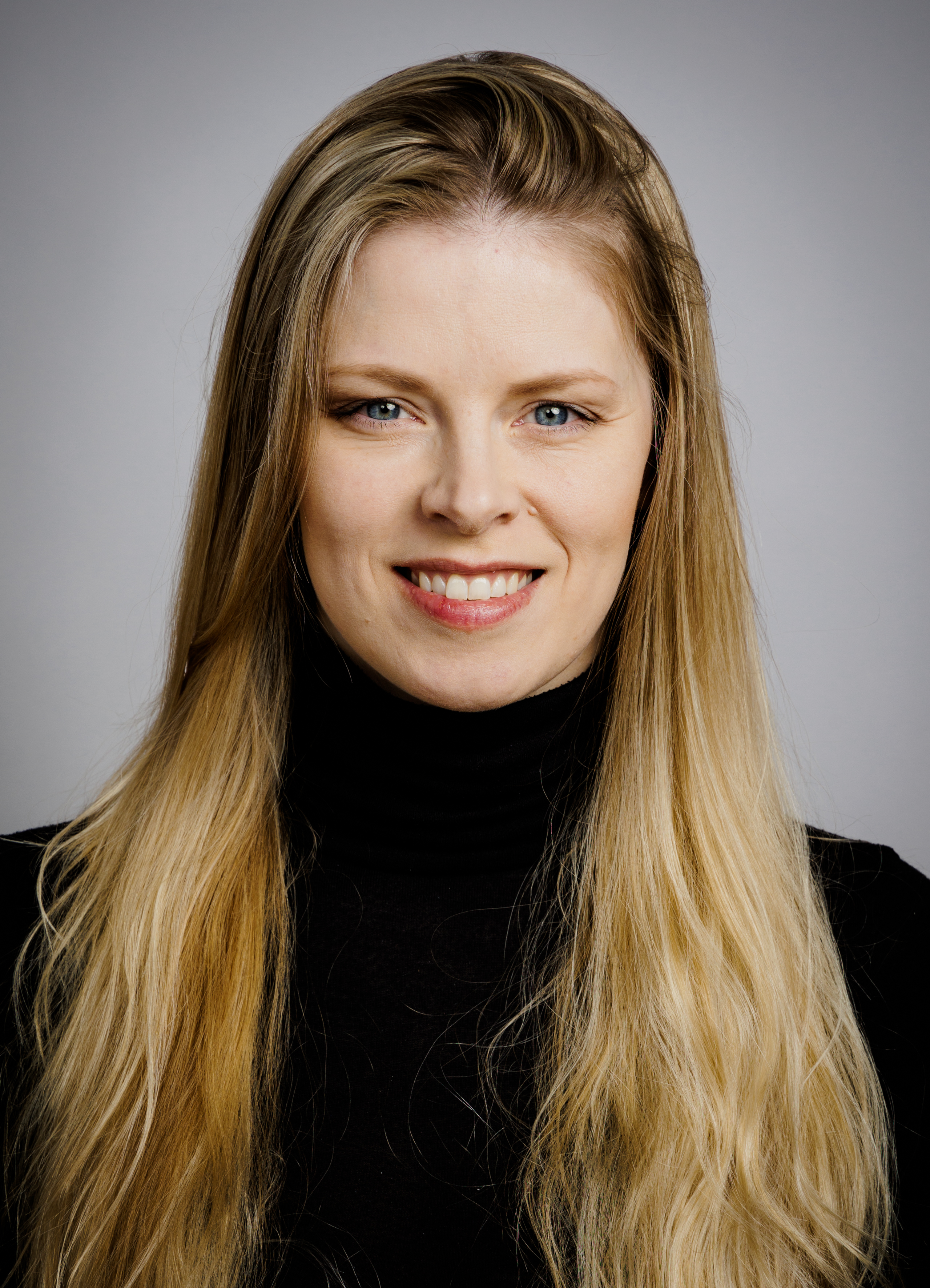
Arndís Anna Kristínardóttir Gunnarsdóttir, 2021

Arndís Anna Kristínardóttir Gunnarsdóttir (* 3. Februar 1982 in Reykjavík) ist eine isländische Politikerin und Rechtsanwältin.

## Werdegang
Arndís Anna Kristínardóttir Gunnarsdóttir erlangte einen Masterabschluss in Rechtswissenschaft an der Háskóli Íslands und einen zusätzlichen Abschluss an der Katholieke Universiteit Leuven in Belgien. Nach ihrem Studium war sie als selbstständige Rechtsanwältin tätig und arbeitete für das isländische Rote Kreuz. Bei der Parlamentswahl in Island 2021 trat sie für die isländische Piratenpartei Píratar im Wahlkreis Reykjavík Süd an. Als eines von sechs Mitgliedern der Píratar schaffte sie den Einzug ins Althing. Sie hat angekündigt, nicht zur Parlamentswahl vom 30. November 2024 anzutreten.